# Rangsiman Rome
Rangsiman Rome (thaï : รังสิมันต์ โรม) est un homme politique thaïlandais né le 31 mai 1992 à Phuket.
Membre du Parti du nouvel avenir puis de son de facto successeur Aller de l'avant, il en est le porte-parole à partir d'avril 2022. Il est par ailleurs membre sur liste proportionnel de la Chambre des représentants à partir de 2019. Lors de la 25e législature, il fut membre et porte-parole de la Commission des droits, de la justice et des droits de l'homme.